# Stefan Mücke

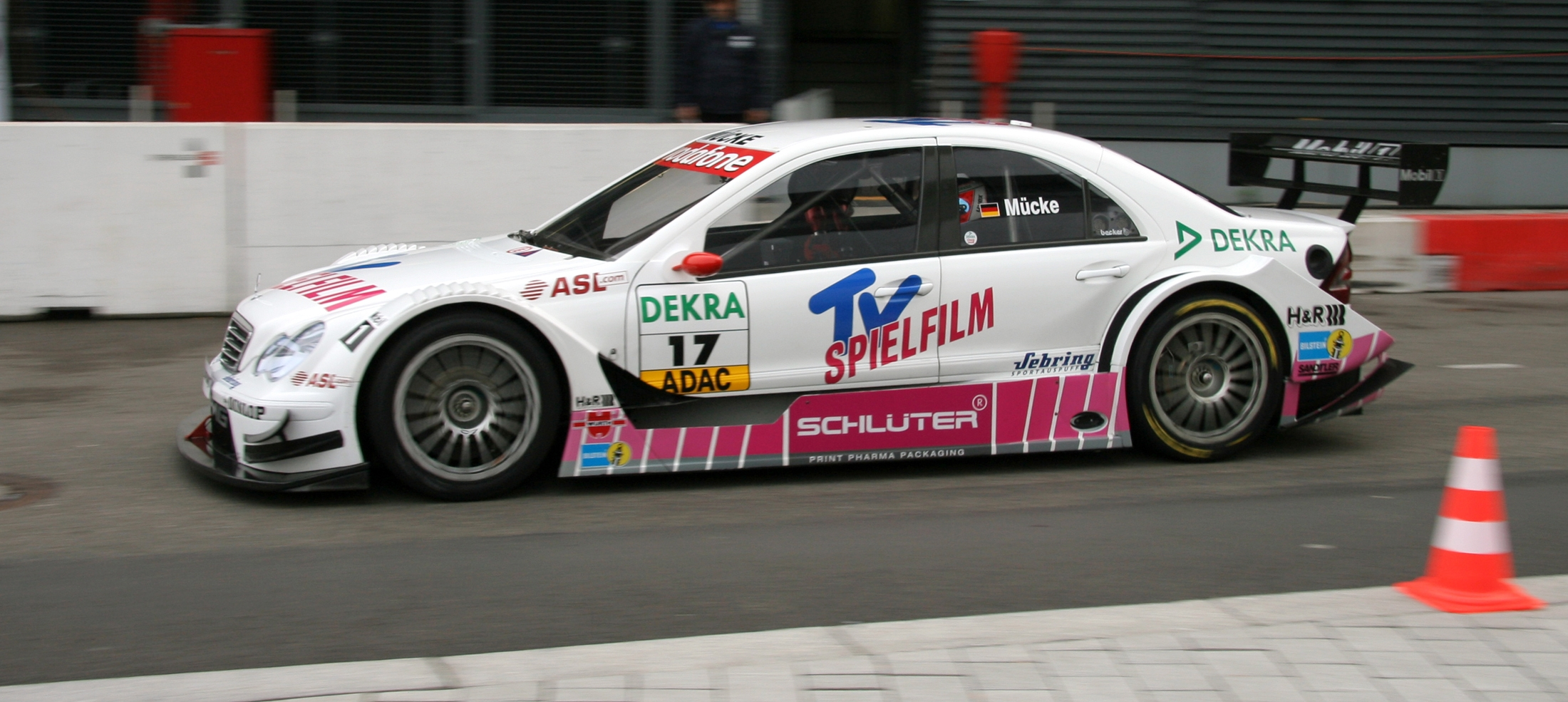
Mücke a német rúraautó-bajnokság egy futamán 2006-ban

Stefan Mücke (Berlin, 1981. november 22. –) német autóversenyző.

## Pályafutása
1998-ban megnyerte a Formula BMW ADAC szériát az édesapja vezette Mücke Motorsport csapatával. Az ezt követő három évben a német Formula–3-as bajnokságban versenyzett, majd 2002-től 2006-ig a német túraautó-bajnokság futamain vett részt.
2007-ben egy futamot nyert az FIA GT bajnokságban.
2007-től vesz részt a Le Mans-i 24 órás autóversenyen. Első versenyén Jan Charouz és Alex Yoong társaként a nyolcadik helyen ért célba. A következő évben kilencedik lett, míg a 2009-es futamon negyedik lett.

## Eredményei

### Le Mans-i 24 órás autóverseny
| Év   | Csapat                | Autó                   | Csapattárs  | Csapattárs | Helyezés |
| ---- | --------------------- | ---------------------- | ----------- | ---------- | -------- |
| 2007 | Charouz Racing System | Lola B07/17            | Jan Charouz | Alex Yoong | 8.       |
| 2008 | Charouz Racing System | Lola B08/60            | Jan Charouz | Tomáš Enge | 9.       |
| 2009 | Aston Martin Racing   | Lola-Aston Martin LMP1 | Jan Charouz | Tomáš Enge | 4.       |